# La Combattante (torpilleur)
Pour les autres navires du même nom, voir La Combattante.
La Combattante (Ex Haldon) est un torpilleur des Forces navales françaises libres (FNFL) de la Seconde Guerre mondiale. Ce destroyer britannique de la classe Hunt a été offert par le Gouvernement britannique à la France libre en 1942. Il participe à l'appui feu du débarquement de Normandie le 6 juin 1944 au large de Courseulles-sur-Mer . Quelques jours plus tard, le 14 juin, il embarque le général de Gaulle depuis la Grande Bretagne vers la Normandie. La Combattante saute sur une mine le 23 février 1945 en mer du Nord.

## Construction
Le  Haldon est commandé le 28 juillet 1940 dans le cadre du programme d'urgence de la guerre de 1940 pour le chantier naval de Fairfields Shipbuilding de Glasgow en Écosse sous le numéro 1695. La quille est posée le 16 janvier 1941. Le  Haldon remis aux FNFL sous le nom de La Combattante est lancé le 27 avril 1942 et mis en service le 30 décembre 1942.
Il est parrainé par la communauté civile de Dartmouth dans le Devon pendant la campagne nationale du Warship Week (semaine des navires de guerre) en mars 1942.
Les bâtiments de classe Hunt sont censés répondre au besoin de la Royal Navy qui est de posséder un grand nombre de petites unités de type destroyer capables à la fois d'escorter des convois et d'opérer en escadre. Les Hunt de type III se distinguent des navires précédents type I et II par l'ajout d'une plateforme double de tubes lance-torpilles au milieu du navire. Pour compenser le poids des tubes lance-torpilles, seules deux tourelles  de canons jumelés de quatre pouces (102 mm) sont installées  le canon en position "Y" a été retiré, le projecteur a donc été déplacé à l'arrière de l'abri de navigation. Les Hunt de type III pouvaient être facilement identifiés car ils avaient une cheminée droite avec un sommet incliné et le mât n'avait pas de râteau. Quatorze d'entre eux ont vu leurs ailerons stabilisateurs retirés (ou non installés à la construction) et l'espace utilisé pour le mazout supplémentaire.
Le Hunt type III (comme le type II) est long de 80,54 m entre perpendiculaires et 85,34 m de longueur hors tout. Le maître bau du navire est de 9,60 m et son tirant d'eau de 3,51 m. Le déplacement est de 1 070 t standard et de 1 510 t à pleine charge.
Deux chaudières Admiralty produisant de la vapeur à 2 100 kPa (21 bar) et à 327 °C alimentent des turbines à vapeur à engrenages simples Parsons qui entraînent deux arbres d'hélices, développant 19 000 chevaux (14 000 kW) à 380 tr/min. Cela permet une vitesse de 27 nœuds (50 km/h) au navire. 281 t de mazout sont embarqués ce qui donne un rayon d'action théorique de 2 560 nautiques (4 740 km) mais en service de guerre, il ne dépasse pas 1 550 nautiques (2 870 km)).
L'artillerie principale est de quatre canons de quatre pouces QF Mk XVI (102 mm) à double usage (anti navire et anti-aérien) en trois tourelles doubles, une à l'avant et deux à l'arrière. L'artillerie antiaérienne se compose d'un affut de canons quadruple de deux livres "pom-pom" MK.VII de 40mm et de trois canons simples Oerlikon de 20 mm Mk. III installés sur le pont,. Jusqu'à 110 charges de profondeur pouvaient être embarquées, avec deux goulottes de charge de profondeur et  quatre lanceurs de charge de profondeur constituent l'armement anti-sous-marin du navire. Deux radars de type 291 et de type 285 sont installés ainsi qu'une asdic de type 128,. Le navire avait un effectif de 168 officiers et hommes d'équipage,.

## Histoire
Construit sous le nom de HMS Haldon (pennant number L19) pour la Royal Navy à Glasgow, il est endommagé lors de sa construction par un bombardement dans la nuit du 14 mars 1941. Il est offert aux FNFL en 1942, et baptisé La Combattante. Durant toute cette période dans les FNFL, le torpilleur est commandé par le capitaine de corvette André Patou durant toute sa période opérationnelle sous pavillon FNFL.

### Escorte et combats contre des S-Boote
Le 14 mars 1943, le torpilleur La Combattante effectue sa première mission sous pavillon FNFL pour escorter un convoi dans la Manche. Il sauve 68 marins du Stell Traveller, un liberty ship coulé par une mine.
Le 29 mai 1943, Il porte assistance à des aviateurs australiens et anglais. Durant une nuit de septembre 1943, il sauve deux aviateurs britanniques.
Dans la nuit du 25 au 26 avril 1944, La Combattante et la frégate HMS Rowley interceptent un groupe de E-boats allemands ; La Combattante réussit à couler le S-147 et à en endommager un autre. Dans la nuit du 12 au 13 mai, La Combattante détruit le S-141, le fils de l'amiral Dönitz qui servait à bord est tué.
Dans la nuit du 27 au 28 mai, La Combattante intercepte par méprise les vedettes lance-torpilles britanniques MTB-732 et MTB-739. Le torpilleur et les vedettes engagent le combat. La vedette MTB-732 est coulée.

### Jour J
La Combattante prend part au débarquement de Normandie, apportant un appui feu rapproché pour le débarquement des troupes à Courseulles-sur-Mer (secteur de Juno Beach). Restant à 3 000 mètres de la plage, dans seulement quatre mètres d'eau, elle tire sur les batteries côtières et talonne le fond sableux. Avec un humour très "British", le  HMS Venus lui transmet alors en scott : « Je suis content qu'un Français soit le premier à toucher le sol de France ». La Combattante détruit plusieurs batteries, jusqu'à ce que les troupes commencent à débarquer sur la plage. Elle fait route ensuite vers Portsmouth en escortant un Landing Ship Dock.
La Combattante continue d'escorter des convois dans la Manche, entre l'Angleterre et la Normandie,

### Traversée du général de Gaulle
Le 13 juin 1944, ordre est donné au torpilleur de se rendre au quai de King's Stairs de Portsmouth ; il y a là Charles de Gaulle, les généraux Béthouart et Koenig, le vice-amiral d'Argenlieu, Gaston Palewski, Pierre Viénot, Pierre Billotte, François Coulet, Pierre de Chevigné, Geoffroy de Courcel, Pierre Laroque et Claude Hettier de Boislambert qui attendant pour traverser la Manche et se rendre en Normandie. La délégation emporte avec elle un trésor de 250 millions de francs pour contrer l'introduction du billet drapeau, le franc d'occupation américain.
Un photographe est embarqué pour la traversée et une des plus célèbres photographies du général de Gaulle est attachée à cette traversée avant qu'il ne débarque sur une plage entre Courseulles-sur-Mer et Graye-sur-Mer. Mais il semble que cette photo ait en fait été prise un an et demi plus tôt, en janvier 1943 à bord d'une  vedette des FNFL.
De Gaulle et sa suite débarquent le lendemain 14 juin pour une visite d'une journée à Bayeux où le Général prononça un discours resté célèbre, puis à Isigny-sur-Mer et enfin à Grandcamp-les-Bains avant que le Général ne réembarque avec quelques autres le soir même sur La Combattante pour regagner l'Angleterre le lendemain matin.

### Combats au large de la Normandie
Le 25 juin 1944, La Combattante secourt deux pilotes américains.
Elle fait par la suite des patrouilles en Manche. Dans la nuit du 25 au 26 août, elle coule quatre chalands porte-canons allemands, des navires cherchant à quitter Le Havre encerclé et à rejoindre la mer du Nord.

## Perte
Le 23 février 1945, alors qu'elle est en patrouille au large de l'Humber, un grand estuaire de la côte orientale de l'Angleterre ouvrant sur la mer du Nord, une explosion brise La Combattante en deux causant la perte du bâtiment qui coule rapidement à la position géographique de 53° 22′ N, 1° 01′ E. 68 marins sur un équipage de 185 trouvèrent la mort : 3 officiers, 62 officiers mariniers, quartiers-maîtres et matelots français, deux marins britanniques sont portés disparus ; un officier marinier est repêché par le MTB 770, mais il meurt à son bord. La commission d'enquêtes conclut que le bâtiment a été coulé par une mine sous-marine.
Du côté allemand, un bulletin de la Kriegsmarine rapporte que La Combattante a été coulée  à 10 h 28 dans la matinée du 24 février par deux torpilles tirées par l’U-5330, un sous-marin de poche allemand de type Seehund commandé par le lieutenant Klaus Sparbrodt, approximativement à 10 kilomètres du South-Fall Bank. Sparbrodt fut décoré pour son succès allégué. En fait le navire coulé par celui-ci était le poseur de câbles britannique Alert.
En 2002, lors d'une expédition du Grieme (Groupe de recherche et d'identification d'épaves Manche Est), la partie arrière de La Combattante est retrouvée, une seconde expédition en 2005 conjointe avec la Marine nationale à bord du chasseur de mines Pégase, n'a pas permis de retrouver la partie avant. Cette zone peu profonde au large de l'estuaire Humber comprenait de nombreuses épaves après guerre et a largement été « nettoyée » dans les années suivantes pour la sécurité de la navigation, souvent au moyen d'explosifs

## Hommage

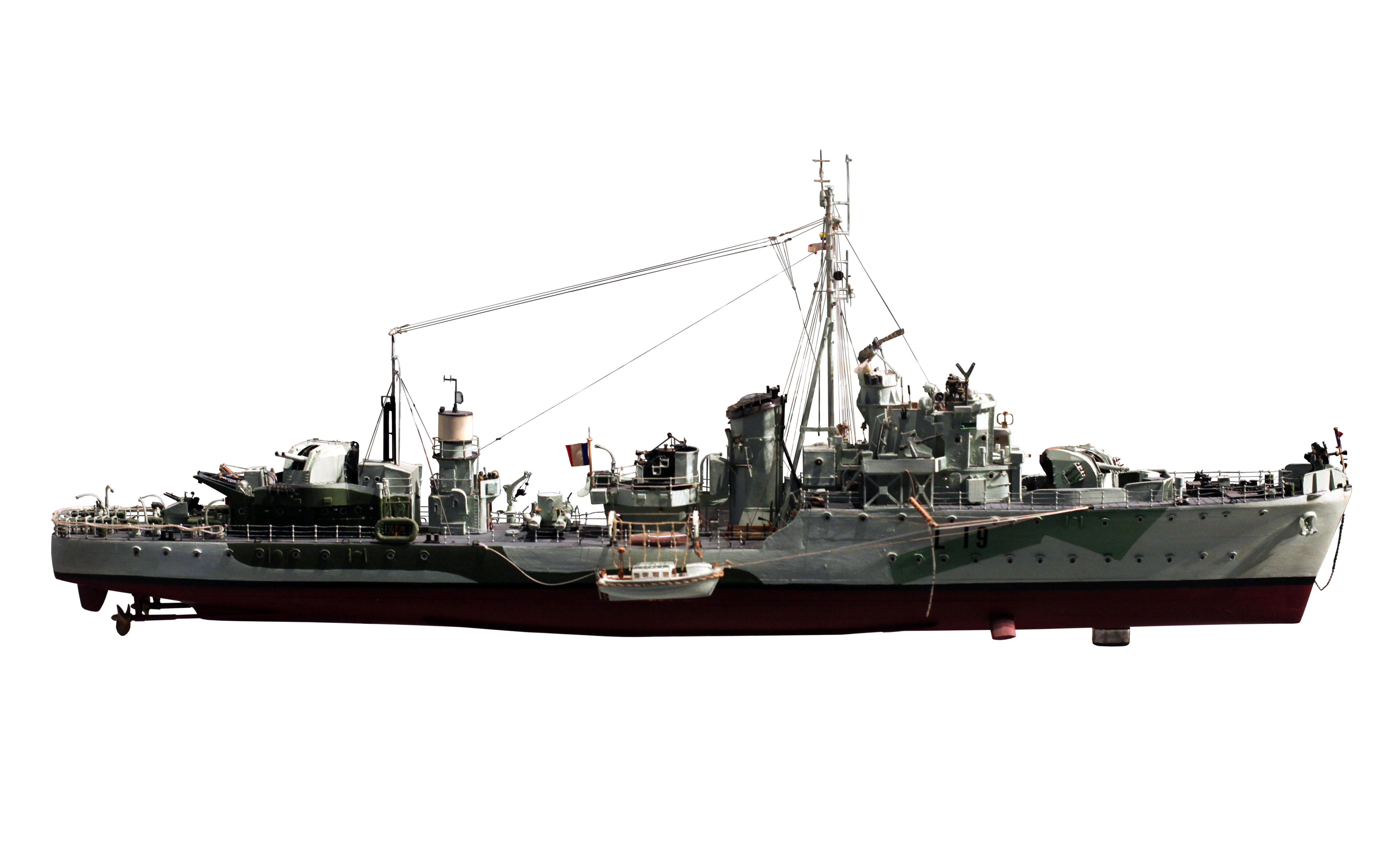
Maquette de la Combattante exposée au Musée national de la Marine.

Le général de Gaulle avant de débarquer à Graye-sur-Mer accorda au navire la Croix de guerre avec palme de bronze.
Un monument dédié à La Combattante a été érigé à Courseulles par Gilbert Le Dily, représentant des FFL ayant été embarqué à bord de ce bâtiment, et une rue nommée en son honneur à proximité.